# Milton (orkaan)
Orkaan Milton is een extreem krachtige tropische cycloon, de sterkste wereldwijd in 2024. Hij kwam vanaf de Golf van Mexico richting de staat Florida en is daar aan land gegaan op 10 oktober 2024, minder dan twee weken nadat orkaan Helene de regio Big Bend van de staat verwoestte. 
Milton is de dertiende benoemde storm, de negende orkaan, de vierde grote orkaan en de tweede orkaan van categorie 5 van het Atlantisch orkaanseizoen 2024. Milton ontstond uit een tropische storing in de westelijke Caraïbische Zee en consolideerde zich op 5 oktober 2024 in de Golf van Campeche.
De storm werd vervolgens explosief sterker en ontwikkelde zich op 7 oktober binnen 12 uur van een tropische storm tot een orkaan van categorie 5. Op het hoogtepunt van de intensiteit was de orkaan de op vier na meest intense in de Atlantische Oceaan ooit gemeten. Er werd een stabiele windsnelheid van 290 kilometer per uur gemeten. Milton verzwakte terwijl de buitenste rand het Mexicaanse schiereiland Yucatan schampte, en ging terug naar categorie 4-sterkte vanwege een vervangingscyclus van de oogwand, voordat hij weer aan kracht won en opnieuw een categorie 5-orkaan werd.
Voorafgaand aan de orkaan riep Florida de noodtoestand uit en kregen ongeveer 5 miljoen inwoners het bevel te evacueren. Dit leidde tot een van de grootste evacuatieprocedures ooit in Florida sinds orkaan Irma in 2017. Hoewel de orkaan waarschijnlijk niet het Mexicaanse schiereiland Yucatán zou treffen, zorgde de naderende orkaan ervoor dat mensen dicht bij de kust voorbereidingen troffen voordat de storm dichterbij kwam.